# Zeba Bakhtiar
Zeba Bakhtiar (en urdu: زيبا بختيار‎) es una actriz paquistaní de cine y televisión. Hizo su debut en la telenovela Anarkali (1988). Logró atención internacional tras debutar en Bollywood en la película Henna de 1991. Estuvo casada con el músico Adnan Sami, con quien sostuvo una batalla legal por la custodia de su hijo tras el divorcio de la pareja en 1997.

## Carrera
Su actuación en la serie dramática Anarkali (1988) le valió el reconocimiento de la crítica en su país. El papel de Anarkali fue el primer paso para lo que sería su debut en la gran pantalla con la película Henna (1991), producida y dirigida por Randhir Kapoor en La India. Su trabajo en Henna fue muy apreciado, pero fue su actuación en la película paquistaní Sargam (1995) la que consolidó su carrera como actriz y le entregó un premio Nigar en Pakistán.
Bakhtiar también actuó en películas como Mohabbat Ki Arzoo (1994), Stuntman (1994) y Jai Vikraanta (1995), producciones que fueron un éxito de taquilla en La India. Regresó a su país natal para grabar las películas Muqadama (1996), Chief Sahib (1996), Qaid (1996) y Babu (2001). Bakhtiar también realizó varios papeles protagónicos para televisión. En Laag interpretó a una líder en el movimiento independentista de Cachemira. Su interpretación de una mujer inválida en Pehli See Mohabbat fue aclamada por la crítica, al igual que sus roles en las películas Kundi (1994) y Sargam (1995). En 2015 retornó a las pantallas en la adaptación cinematográfica de la novela Bin Roye de Farhat Ishtiaq, con un elenco conformado por Adeel Husain, Jahanzeb Khan y Armeena Rana Khan.

## Vida personal
Zeba Bakhtiar es hija del famoso político paquistaní Yahya Bakhtiar. Bakhtiar estuvo casada con el músico Adnan Sami pero se divorció en 1997, luego de cuatro años de matrimonio. Tienen un hijo llamado Azaan.

## Filmografía

### Cine
| Año  | Película           | Rol            |
| ---- | ------------------ | -------------- |
| 1991 | Henna              | Henna          |
| 1991 | Deshwasi           |                |
| 1994 | Mohabbat Ki Aarzoo | Poonam Singh   |
| 1994 | Stuntman           |                |
| 1995 | Jai Vikraanta      | Nirmala Verma  |
| 1995 | Sargam             | Zeb-un-Nisa    |
| 1996 | Muqadama           | Chanchal Singh |
| 1996 | Qaid               | Khushboo       |
| 2001 | Babu               |                |
| 2014 | O21                | Productora     |
| 2015 | Bin Roye           | Madre de Saba  |